# Голобородьковское (Карловский район)
Голобородьковское (укр. Голобородьківське) — посёлок,
Голобородьковский сельский совет,
Карловский район,
Полтавская область,
Украина.
Код КОАТУУ — 5321681201. Население по переписи 2001 года составляло 654 человека.
Является административным центром Голобородьковского сельского совета, в который, кроме того, входят посёлки
Михайловское и
Тагамлыкское.

## Географическое положение
Посёлок Голобородьковское находится на одном из истоков реки Тагамлык,
ниже по течению на расстоянии в 3 км расположено село Григоровка (Машевский район).
Река в этом месте пересыхает, на ней сделано несколько запруд.
На расстоянии в 3 км расположен город Карловка.
Рядом проходят автомобильные дороги Т-1722 и Р-11.

## Известные жители и уроженцы
- Щербина, Агриппина Сергеевна (1913—1986) — Герой Социалистического Труда.

## Экономика
- ООО «им. Голобородька».
- Установка комплексной подготовки газа.

## Объекты социальной сферы
- Школа.